# اسپیرو (اکلاهما)
اسپیرو(به انگلیسی: Spiro) شهری در ایالت اکلاهما کشور ایالات متحده آمریکا است که جمعیت آن در سرشماری سال ۲۰۱۰ میلادی، ۲٬۱۶۴ نفر بوده‌است.